# Ashley Titus
Ashley Titus (Bonteheuwel, Cape Flats, 8 de diciembre de 1970 – 28 de noviembre de 2007), conocido artísticamente como Mr Fat, fue un rapero y presentador de televisión surafricano.
Titus comenzó a hacer Hip hop en la década de los 80, Además de presentar un programa de hip hop en Bush Radio, en la década de 1990 rapeó para el grupo de hip hop de Cape Flats Brasse vannie kaap, que se ganó un público que trascendió las fronteras musicales y raciales, atrayendo a fans del hip hop y el rock de diversos orígenes étnicos. También destacaron por su uso prominente del afrikáans en su música. Con BVK, también se hizo conocido por su fuerte compromiso con la comunidad, su enfoque musical en los problemas de Cape Flats y sus esfuerzos por acercarse a los jóvenes encarcelados en las cárceles locales.
A principios y mediados de la década del 2000, Titus presentó un programa de revista llamado simplemente "Hip Hop" para el canal de música MK89. Este se centraba en la escena del hip hop sudafricano y también reproducía vídeos de artistas internacionales.

## Muerte
Titus fue hospitalizado en octubre de 2007 por una afección cardíaca causada por su peso, pero recibió el alta dos semanas después. Al mes siguiente, ingresó de urgencia en el hospital por una recaída de la enfermedad, pero falleció la mañana del 28 de noviembre en el Hospital Groote Schuur de Ciudad del Cabo, Sudáfrica. Su funeral fue el 3 de diciembre  en la iglesia metodista de Bonteheuwel.